# Hans Peter Hansen
Pour les articles homonymes, voir Hansen.
Hans Peter Hansen (20 décembre 1829 à Copenhague - 18 novembre 1899) est un xylographe danois. 